# Jena (Adelsgeschlecht)

Wappen derer von Jena (1903)

Jena ist der Name eines alten thüringischen Adelsgeschlechts.

## Geschichte
Das Geschlecht erscheint erstmals mit Liber Folmarus de Gene (dem Freien Folmar von Jena) als Ministerialem der Burggrafen von Kirchberg, der 1145 in einer in Apolda ausgefertigten Urkunde des Erzbischofes von Mainz zu Erfurt als Zeuge genannt ist.
Später waren die Jena auch Lehnsleute bei den verschiedenen Häusern der Schenken von Vargula, von Saaleck, und von Tautenburg, der Grafen von Heldrungen, von Schwarzburg und der Landgrafen von Thüringen. Hinne von Jena wird im Jahr 1350 in Halle an der Saale vom Erzbischof mit Salzgerechtigkeiten beliehen. Die Stammreihe beginnt urkundlich 1492 mit Gunther von Jena († vor 1513), Pfänner in Halle. In Halle bestand auch im 19. Jahrhundert ein von Jenasches Fräuleinstift.

### Adelsbestätigung und Adelserhebung
Die Reichsadelsbestätigung (rittermäßiger Adelsstand) am 2. August 1658 in Frankfurt am Main und die Wappenbesserung am 19. September 1663 ebenfalls in Frankfurt erhielten die Brüder Friedrich als  kurfürstlich brandenburgischer Geheimrat, Christoph als fürstlich anhaltischer Rat, Rudolph und Gottfried von Jena als kurfürstlich brandenburgischer Rat und Professor der Rechtswissenschaften an der Brandenburgischen Universität Frankfurt.
Die Berechtigung zur Führung des Freiherrntitels gemäß Erlass des k.u.k. Kriegsministeriums erhielt am 30. Januar 1851 in Wien der Hauptmann Karl Gottfried von Jena.

## Wappen

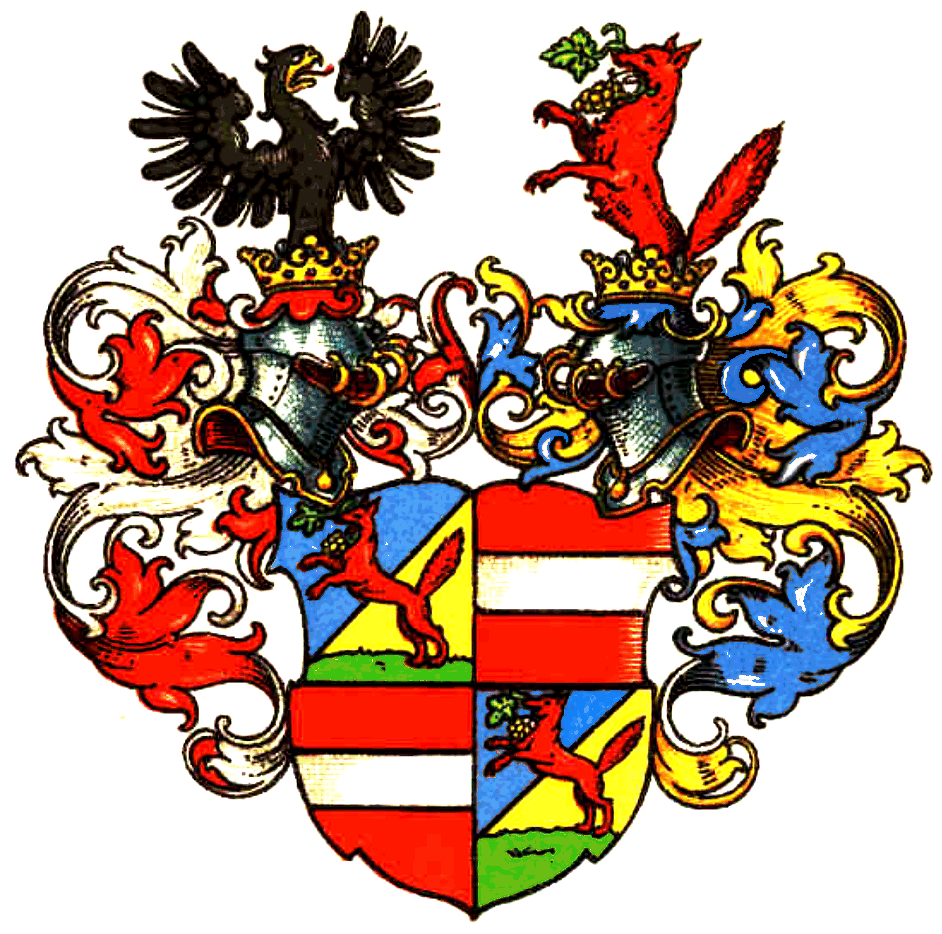
Wappen derer von Jena (1663)

- Das Stammwappen zeigt in von Blau und Gold schräglinks geteiltem Schild einen auf einem grünen Zweig aufgerichteten natürlichen Fuchs (Wappentier) mit einer grünen Weintraube im Rachen. Auf dem Helm mit rechts rot-goldenen und links rot-blauen Decken der wachsende Fuchs mit der Traube.
- Das gemehrte Wappen von 1663 ist geviert und zeigt in den Feldern 1 und 4 das Stammwappen, 2 und 3 in Rot einen silbernen Balken. Auf dem rechten Helm mit rot-silbernen Decken ein gekrönter schwarzer Adler, links der Stammhelm mit blau-goldenen Decken.
- Das Wappen von 1903 (Beschluss des Familienverbands) ist wie das Stammwappen, jedoch der Fuchs auf einem grünen Berg stehend und die Helmdecken blau-gold.

## Bekannte Familienmitglieder

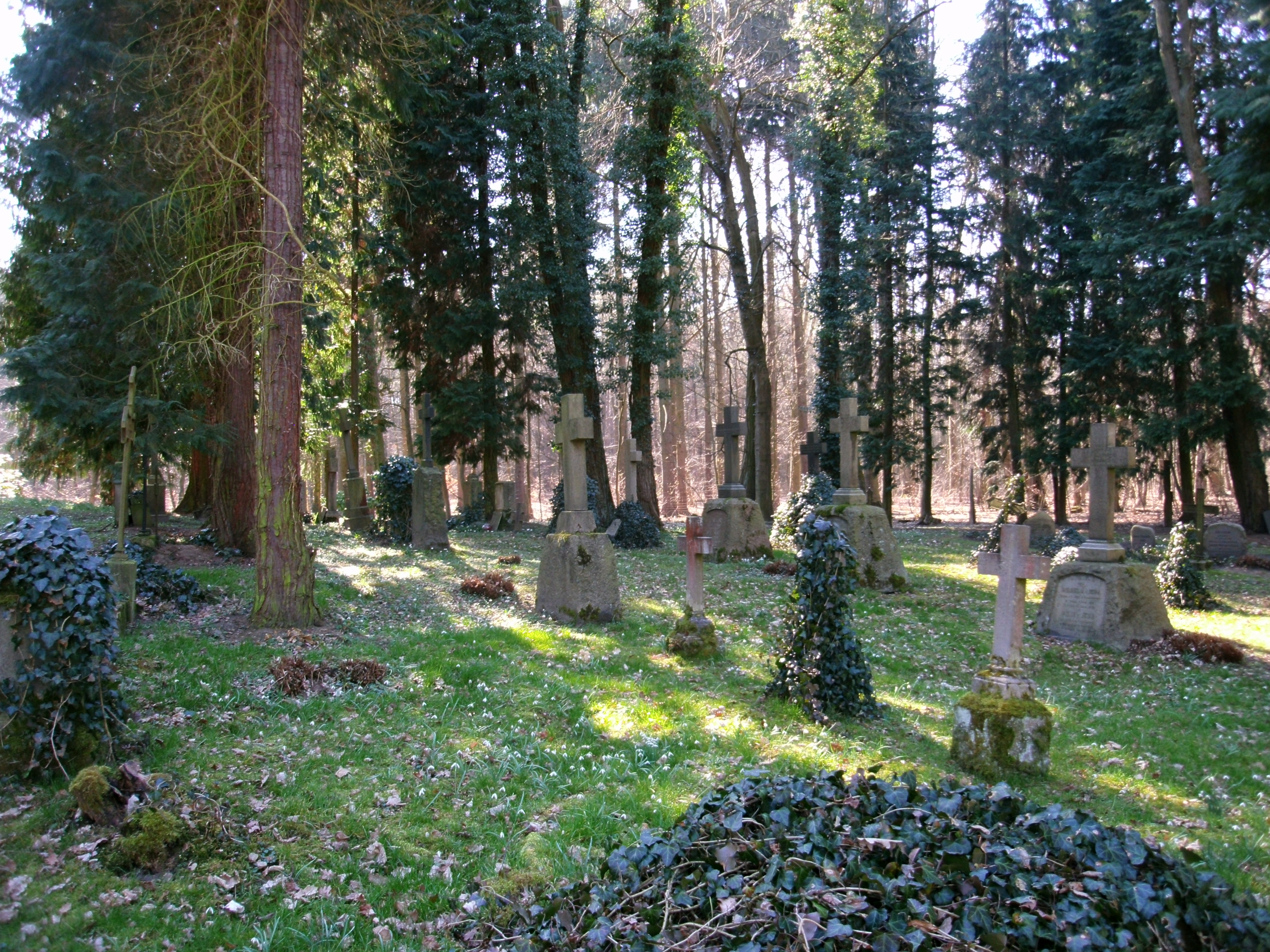
Begräbnisstätte derer von Jena in Cöthen

- Johann von Jena (15. Jahrhundert), Ritter in Preußen, seit 1410 Stadtschreiber in Arnstadt[3]
- Friedrich von Jena (1620–1682), deutscher Rechtswissenschaftler, Diplomat und Staatsmann
- Gottfried von Jena (1624–1703), Kanzler des Herzogtums Magdeburg in Halle
- Gottfried von Jena (* 11. Dezember 1684; † 15. Mai 1734 in Berlin) wurde 1705 Königlich Preußischer Legations-, Hof- und Kammergerichtsrat, war Erbherr auf Döbbernitz (Neumark, Kreis Sternberg, jetzt Torzym) und erkaufte 1721 vom Grafen von Flemming die Güter Cöthen (Mark), Dannenberg (Mark) und Falkenberg (Mark). Seine Frau war eine geborene von Baer, Tochter des Bischofs Benjamin Ursin von Baer. Mit ihr hatte er zwei Söhne: Gottfried (1706–1775) und Carl Friedrich (1710–1736).
- Gottfried von Jena (1706–1775) studierte ab 1729 an der Universität Halle und wurde dann 1732 Königlich Preußischer Hof- und Kammergerichtsrat, später auch noch Geheimer Justiz- und Appellationsgerichtsrat. Er besaß die väterlichen Güter in Cöthen (Mark). Seine beiden Frauen waren Töchter des Preußischen Staatsministers von Broich. Ihnen zu Ehren nannte Jena eines der Kolonistendörfer im urbar gemachten Oderbruch Broichsdorf. Seine Kinder starben alle vor ihm.
- Gottfried von Jena (* 27. Oktober 1767; † 1831) besaß das alte Lehngut Döbbernitz. Er hatte zwei Schwestern und einen jüngeren Bruder. Sein Vater Friedrich Wilhelm (1735–1774) war als Offizier im Siebenjährigen Krieg und wurde in der Schlacht von Kolin gefangen genommen. Seine Mutter war eine geborene Louise von Unruh.
- Karl-Friedrich von Jena (1770–1838), Gutsbesitzer[4] und preußischer Major, Vater von Wilhelm von Jena
- Wilhelm von Jena (1797–1879), Gutsbesitzer und preußischer Politiker
- Eduard von Jena (1826–1909), preußischer Generalleutnant
- Eduard von Jena (1834–1911), preußischer General der Infanterie
- Eduard von Jena (1862–1924), preußischer Generalmajor[5]
- Irene von Jena (* 1899), war im Widerstand gegen das NS-Regime[6]
- Leo von Jena (1876–1957), SS-Gruppenführer der Allgemeinen SS und SS-Brigadeführer der Reserve der Waffen-SS (mit der Berechtigung die Rangabzeichen eines Obergruppenführers und Generalleutnants der Waffen-SS zu tragen)
- Chlodwig Freiherr von Jena (1883–1952) Dr. iur., Diplomat, Vorsitzender des Vorstands der Deutschen Bauerndienst-Versicherung, Archivar und Verfasser der Familiengeschichte
- Hans-Jörg von Jena (1931–2001), Theater- und Musikkritiker
- Kai von Jena (* 1944), deutscher Archivar und Historiker